# Margaret Hunt
Margaret Lilian Hunt (25 aprile 1942) è un'ex tennista sudafricana.

## Carriera
È stata attiva principalmente negli anni '60 ottenendo i risultati migliori nel doppio, in questa disciplina ha raggiunto le semifinali sia a Wimbledon 1961 che al Roland Garros 1963 mentre nel doppio misto vanta due quarti di finale negli Slam europei.
Ha fatto parte della squadra sudafricana di Fed Cup nell'edizione inaugurale del 1963 e con quattro successi su sei incontri ha contribuito a far raggiungere le semifinali mondiali alla sua nazione.